# Adam Enright
Adam Enright (ur. 16 listopada 1983 w Rosalind) – kanadyjski curler, złoty medalista olimpijski z Vancouver, mistrz świata z 2008. Obecnie jest trzecim w zespole Toma Appelmana, wcześniej pełnił rolę rezerwowego u Kevina Martina.
Będąc trzecim w zespole Justina Jacobsena sięgnął po mistrzostwo Alberty juniorów 2002. Występ na mistrzostwach kraju zakończył się 6 wygranymi i 6 porażkami, co dało zawodnikom z Camrose 9. miejsce.
Później Enright grał m.in. dla Marka Johnsona i Chrisa Schille’ego. W Players’ Championship 2006 wystąpił jako otwierający w ekipie Kevina Martina. Piątym zawodnikiem w tym zespole był w krajowych rozgrywkach Tim Hortons Brier 2008 i Canadian Olympic Curling Trials 2009. Obydwa turnieje zakończyły się wygraną Martina, umożliwiło to Enrightowi występy w Mistrzostwach Świata 2008 i Zimowych Igrzyskach Olimpijskich 2010. Podczas tych turniejów Adam zagrał w 3 meczach. Kanadyjczycy sięgali zaś po złote medale wygrywając finały przeciwko Szkocji (David Murdoch) i Norwegii (Thomas Ulsrud).

## Wielki Szlem
| Turniej                | 2005/2006 | 2006/2007 | 2007/2008 | 2008/2009 |
| ---------------------- | --------- | --------- | --------- | --------- |
| Canadian Open          | A         | QF        | x         | A         |
| World Cup of Curling   | A         | x         | A         | A         |
| The National           | A         | x         | A         | A         |
| Players’ Championships | F         | x         | A         | x         |

| A  | = nie uczestniczył                         |
| x  | = nie zakwalifikował się do fazy finałowej |
| QF | = ćwierćfinał                              |
| SF | = półfinał                                 |
| F  | = finał                                    |
| W  | = zwycięstwo                               |

## Drużyna
|           | Czwarty         | Trzeci               | Drugi           | Otwierający     |
| --------- | --------------- | -------------------- | --------------- | --------------- |
| 2011/2012 | Tom Appelman    | Adam Enright         | Brandon Klassen | Nathan Connolly |
| 2010/2011 | Tom Appelman    | Ted Appelman         | Adam Enright    | Brandon Klassen |
| 2009/2010 | Chris Schille   | Jeff Erickson        | Adam Enright    | D.J. Kidby      |
| 2008/2009 | Charley Thomas  | Chris Schille (skip) | Adam Enright    | D.J. Kidby      |
| 2006/2008 | Mark Johnson    | Rob Bucholz          | Glen Kennedy    | Adam Enright    |
| 2005/2006 | Rob Armitage    | Chris Schille        | Shaun Meachem   | Adam Enright    |
| 2001/2002 | Justin Jacobsen | Adam Enright         | Regan Braseth   | Matthew Enright |

## CTRS
Pozycje drużyn Adama Enrighta w rankingu CTRS:
- 2011/2012 – 35.
- 2010/2011 – 32.
- 2009/2010 – 23.
- 2008/2009 – 14.
- 2007/2008 – 38.
- 2006/2007 – 11.
- 2006/2005 – 47.